# Tricolia pullus
Espèce
Synonymes
- Phasianella pullus (Linnaeus, 1758)
- Tricolia tricolor (Monterosato in Bucquoy, Dautzenberg & Dollfus, 1884)
- Turbo pullus Linnaeus, 1758

Tricolia pullus est une espèce de mollusques gastéropodes prosobranche marin commun sur les estrans rocheux recouverts d'algues.

## Description
Sa coquille conique, brillante peut atteindre 10 mm en hauteur pour 5 mm de largeur. Elle est constituée de 5 ou 6 tours légèrement renflés. Sa couleur varie du blanchâtre jusqu'à une teinte chocolat associée à des flammules sinueuses, très variables, tirant sur le rouge.
L'opercule bombé et calcifié est de couleur blanc pur. Il apparaît très nettement dans l'ouverture de la coquille lorsque l'animal est rétracté.

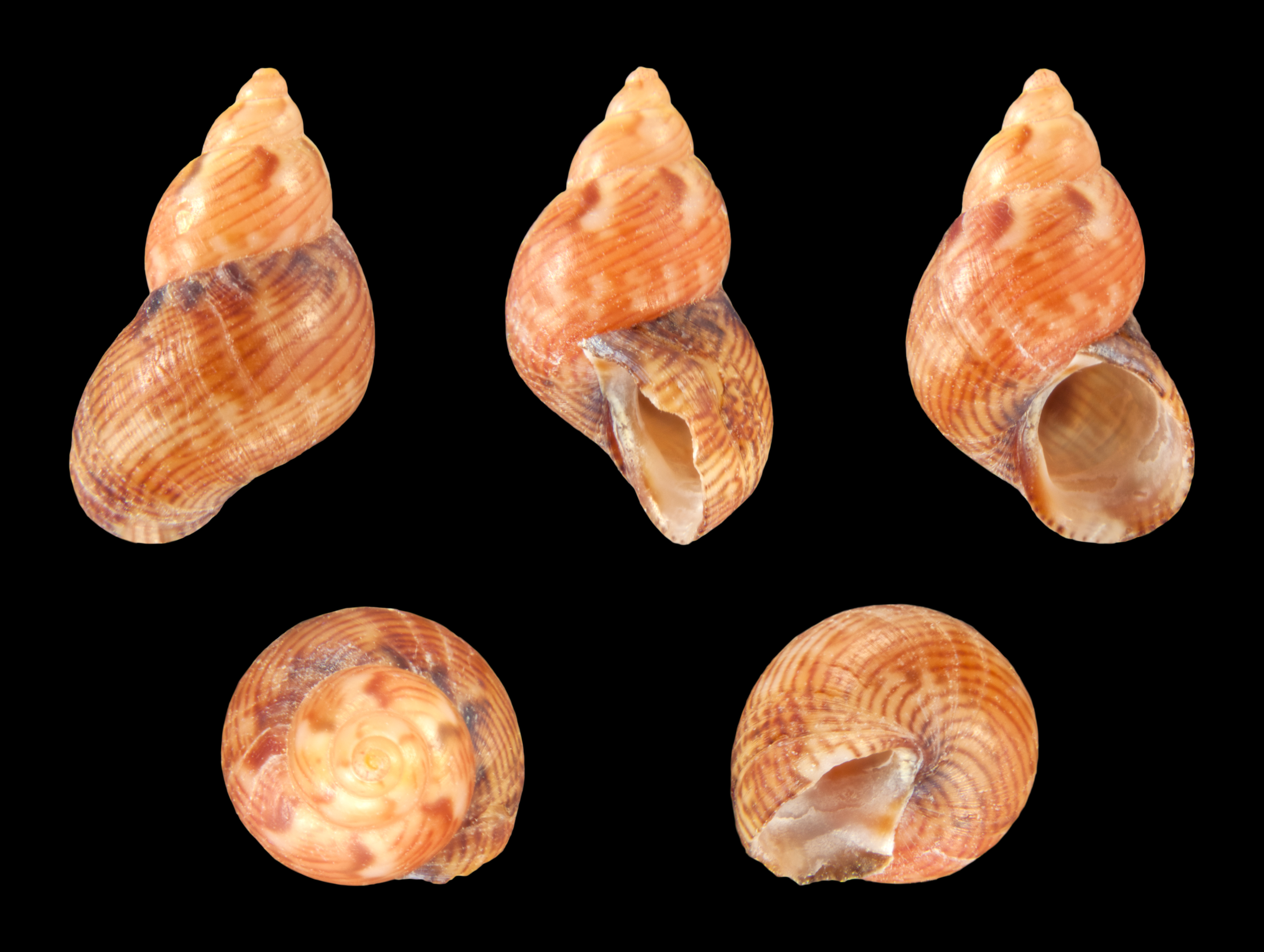
Tricolia pullus canarica
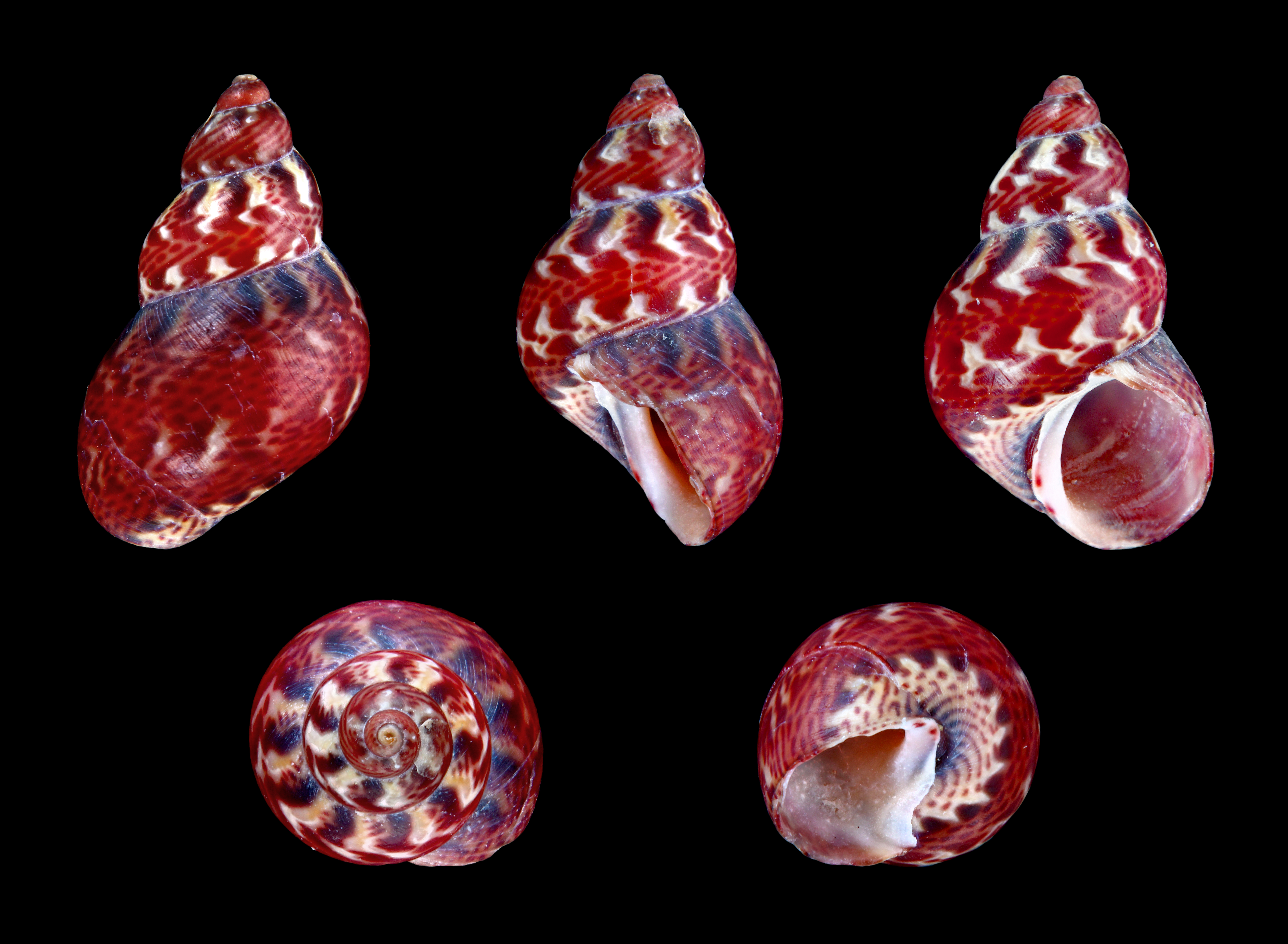
Tricolia pullus picta

## Biologie
Tricolia pullus se rencontre depuis le niveau des basses mers de vive eau jusqu'à un profondeur de 35 m. Il se nourrit principalement d'algues rouges parmi lesquelles il vit.

## Distribution
Sa répartition géographique va de la Méditerranée jusqu'aux Orcades 

## Galerie

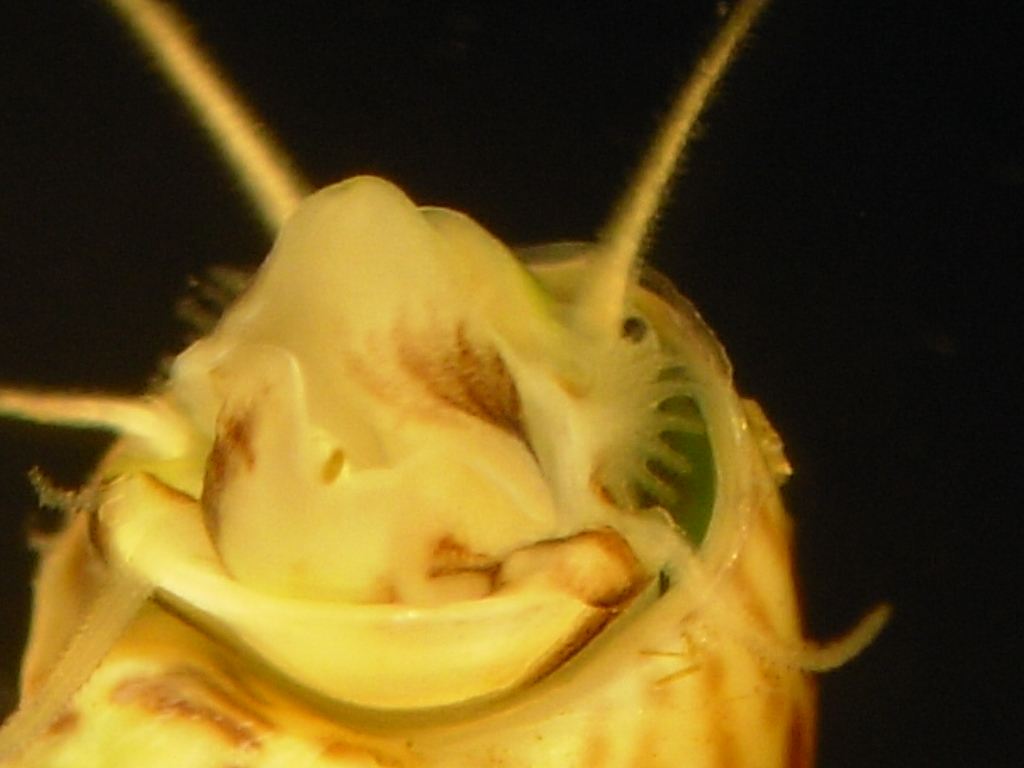
Tricolia pullus sortant de sa coquille, vue sur les tentacules.

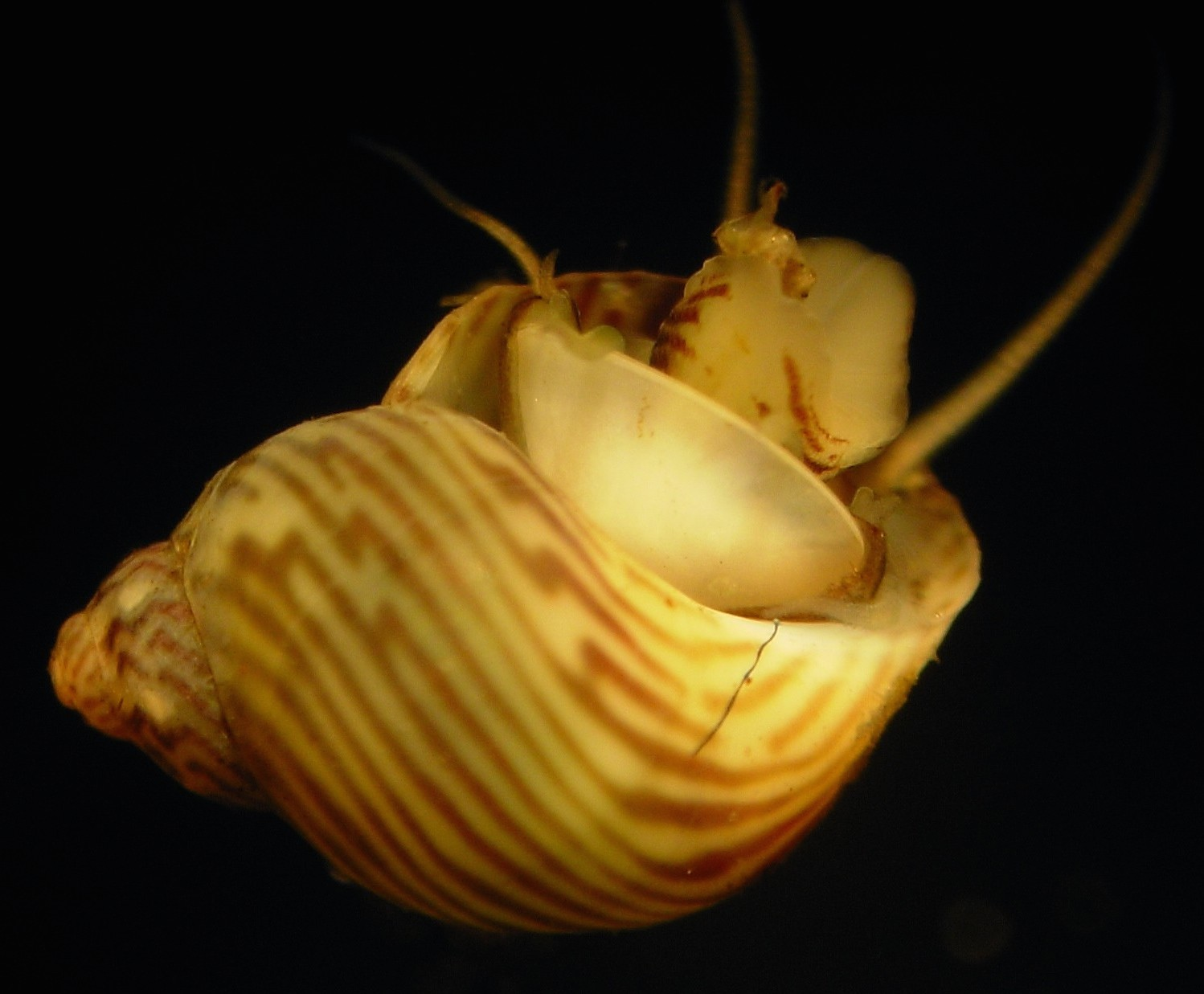
Tricolia pullus sortant de sa coquille, basculement de l'opercule